# Diapheromera velii
Diapheromera velii is een insect uit de orde Phasmatodea en de  familie Diapheromeridae. 